# خوشی‌پور
خوشی‌پور (به انگلیسی: Khushipur) یک منطقهٔ مسکونی در پاکستان است که در پنجاب واقع شده‌است. خوشی‌پور ۱۷۰ متر بالاتر از سطح دریا واقع شده‌است.